# Seconda Divisione LENAF 2014
La stagione 2014 del Campionato LeNAF è stata la 7ª edizione del Campionato italiano di football americano di secondo livello organizzato sotto l'egida della FIDAF, ufficialmente riconosciuto come Campionato di II Divisione.
Il torneo ha avuto inizio il weekend del 1º/2 marzo 2014, ed è terminato il 5 luglio 2014 con la disputa del VII Italian Bowl a Mirano.
Al campionato hanno partecipato 25 squadre, divise in 6 gironi. Le qualificate ai playoff sono state le prime due di ogni girone, con le prime quattro in classifica generale che hanno saltato il turno di Wild Card.

## Squadre partecipanti
Le modifiche nell'organico rispetto all'edizione 2013 sono le seguenti:
- Blue Storms Busto Arsizio, Skorpions Varese, Neptunes Bologna e Hurricanes Vicenza sono saliti dal CIF9;
- gli Hogs Reggio Emilia sono stati retrocessi dalla IFL
- i Chiefs Ravenna sono scesi in Terza Divisione;
- Giaguari Torino, Lions Bergamo e Briganti Napoli sono stati promossi in Prima Divisione.

| Club                          | Città                      | Stadio | Sponsor ufficiale | Risultato nella stagione 2013               |
| ----------------------------- | -------------------------- | ------ | ----------------- | ------------------------------------------- |
| Angels Pesaro                 | Pesaro                     |        |                   | Wild Card                                   |
| Barbari Roma Nord             | Roma                       |        |                   | Wild Card                                   |
| Blacks Rivoli                 | Rivoli (TO)                |        |                   | 4º posto in regular season LENAF (girone D) |
| Blue Storms Busto Arsizio     | Busto Arsizio (VA)         |        |                   | Semifinali di conference CIF9               |
| Cardinals Palermo             | Palermo                    |        |                   | Quarti di finale                            |
| Cavaliers Castelfranco Veneto | Castelfranco Veneto (TV)   |        |                   | 4º posto in regular season LENAF (girone E) |
| Crusaders Cagliari            | Cagliari                   |        |                   | 3º posto in regular season LENAF (girone B) |
| Daemons Cernusco              | Cernusco sul Naviglio (MI) |        |                   | Wild Card                                   |
| Draghi Udine                  | Udine                      |        |                   | 3º posto in regular season LENAF (girone F) |
| Elephants Catania             | Catania                    |        |                   | Semifinali                                  |
| Frogs Legnano                 | Legnano (MI)               |        |                   | 3º posto in regular season LENAF (girone D) |
| Grizzlies Roma                | Roma                       |        |                   | Campioni Seconda Divisione                  |
| Guelfi Firenze                | Firenze                    |        |                   | Semifinali                                  |
| Hogs Reggio Emilia            | Reggio Emilia              |        |                   | Wild Card IFL                               |
| Hurricanes Vicenza            | Vicenza                    |        |                   | Quarti di conference CIF9                   |
| Islanders Venezia             | Venezia                    |        |                   | Wild Card                                   |
| Legio XIII Roma               | Roma                       |        |                   | 4º posto in regular season LENAF (girone B) |
| Mastini Verona                | Verona                     |        |                   | Quarti di finale                            |
| Muli Trieste                  | Trieste                    |        |                   | Quarti di finale                            |
| Neptunes Bologna              | Bologna                    |        |                   | 4º posto in regular season CIF9 (girone D)  |
| Redskins Verona               | Verona                     |        |                   | 4º posto in regular season LENAF (girone F) |
| Saints Padova                 | Padova                     |        |                   | 3º posto in regular season LENAF (girone E) |
| Sharks Palermo                | Palermo                    |        |                   | 4º posto in regular season LENAF (girone A) |
| Skorpions Varese              | Varese                     |        |                   | Semifinali di conference CIF9               |
| Titans Romagna                | Forlì                      |        |                   | 3º posto in regular season LENAF (girone C) |

### Classifica
La classifica della regular season è la seguente:
- PCT = percentuale di vittorie, G = partite giocate, V = partite vinte, P = partite perse, PF = punti fatti, PS = punti subiti
- La qualificazione ai playoff è indicata in verde
- Le partecipanti alle Wild card sono indicate in giallo

#### Classifica Girone A
| Pos. | Squadra            | PCT  | G | V | P | PF  | PS  |
| ---- | ------------------ | ---- | - | - | - | --- | --- |
| 1    | Elephants Catania  | .875 | 8 | 7 | 1 | 206 | 114 |
| 2    | Cardinals Palermo  | .625 | 8 | 5 | 3 | 221 | 167 |
| 3    | Sharks Palermo     | .500 | 8 | 4 | 4 | 110 | 118 |
| 4    | Crusaders Cagliari | .125 | 8 | 1 | 7 | 77  | 154 |

#### Classifica Girone B
| Pos. | Squadra           | PCT  | G | V | P | PF  | PS  |
| ---- | ----------------- | ---- | - | - | - | --- | --- |
| 1    | Grizzlies Roma    | .750 | 8 | 6 | 2 | 231 | 62  |
| 2    | Barbari Roma Nord | .750 | 8 | 6 | 2 | 215 | 165 |
| 3    | Guelfi Firenze    | .625 | 8 | 5 | 3 | 189 | 114 |
| 4    | Legio XIII Roma   | .000 | 8 | 0 | 8 | 39  | 311 |

#### Classifica Girone C
| Pos. | Squadra            | PCT  | G | V | P | PF  | PS  |
| ---- | ------------------ | ---- | - | - | - | --- | --- |
| 1    | Hogs Reggio Emilia | .875 | 8 | 7 | 1 | 201 | 95  |
| 2    | Angels Pesaro      | .625 | 8 | 5 | 3 | 184 | 140 |
| 3    | Titans Romagna     | .375 | 8 | 3 | 5 | 133 | 163 |
| 4    | Neptunes Bologna   | .000 | 8 | 0 | 8 | 55  | 194 |

#### Classifica Girone D
| Pos. | Squadra                   | PCT  | G | V | P | PF  | PS  |
| ---- | ------------------------- | ---- | - | - | - | --- | --- |
| 1    | Blacks Rivoli             | .875 | 8 | 7 | 1 | 128 | 121 |
| 2    | Daemons Martesana         | .750 | 8 | 6 | 2 | 203 | 150 |
| 3    | Skorpions Varese          | .625 | 8 | 5 | 3 | 169 | 101 |
| 4    | Frogs Legnano             | .125 | 8 | 1 | 7 | 177 | 192 |
| 5    | Blue Storms Busto Arsizio | .125 | 8 | 1 | 7 | 94  | 207 |

#### Classifica Girone E
| Pos. | Squadra                       | PCT  | G | V | P | PF  | PS  |
| ---- | ----------------------------- | ---- | - | - | - | --- | --- |
| 1    | Muli Trieste                  | .625 | 8 | 5 | 3 | 192 | 134 |
| 2    | Draghi Udine                  | .625 | 8 | 5 | 3 | 140 | 109 |
| 3    | Islanders Venezia             | .625 | 8 | 5 | 3 | 126 | 100 |
| 4    | Cavaliers Castelfranco Veneto | .250 | 8 | 2 | 6 | 103 | 180 |

#### Classifica Girone F
| Pos. | Squadra            | PCT  | G | V | P | PF  | PS  |
| ---- | ------------------ | ---- | - | - | - | --- | --- |
| 1    | Mastini Verona     | .750 | 8 | 6 | 2 | 220 | 146 |
| 2    | Saints Padova      | .375 | 8 | 3 | 5 | 146 | 163 |
| 3    | Hurricanes Vicenza | .375 | 8 | 3 | 5 | 133 | 219 |
| 4    | Redskins Verona    | .250 | 8 | 2 | 6 | 101 | 174 |

## Playoff

### Squadre qualificate
| Squadra            | Turno            | Qualificata in quanto    |
| ------------------ | ---------------- | ------------------------ |
| Angels Pesaro      | Wild card        | 2ª classificata Girone C |
| Barbari Roma Nord  | Wild card        | 2ª classificata Girone B |
| Blacks Rivoli      | Quarti di finale | 1ª classificata Girone D |
| Cardinals Palermo  | Wild card        | 2ª classificata Girone A |
| Daemons Cernusco   | Wild card        | 2ª classificata Girone D |
| Draghi Udine       | Wild card        | 2ª classificata Girone E |
| Elephants Catania  | Quarti di finale | 1ª classificata Girone A |
| Grizzlies Roma     | Quarti di finale | 1ª classificata Girone B |
| Hogs Reggio Emilia | Quarti di finale | 1ª classificata Girone C |
| Mastini Verona     | Wild card        | 1ª classificata Girone F |
| Muli Trieste       | Wild card        | 1ª classificata Girone E |
| Saints Padova      | Wild card        | 2ª classificata Girone F |

### Tabellone
|  | Wild card          | Wild card         |                   |                   | Quarti di finale | Quarti di finale   |    |  | Semifinali | Semifinali |  |  | VII Italian Bowl | VII Italian Bowl |
|  |                    |                   |                   |                   |                  |                    |    |  |            |            |  |  |                  |                  |
|  |                    |                   |                   |                   |                  |                    |    |  |            |            |  |  |                  |                  |
|  |                    |                   |                   |                   |                  |                    |    |  |            |            |  |  |                  |                  |
|  | Hogs Reggio Emilia | 48                |                   |                   |                  |                    |    |  |            |            |  |  |                  |                  |
|  | Hogs Reggio Emilia | 48                | Daemons Cernusco  | 3                 |                  |                    |    |  |            |            |  |  |                  |                  |
|  |                    | Cardinals Palermo | Daemons Cernusco  | 3                 | 24               |                    |    |  |            |            |  |  |                  |                  |
|  | Cardinals Palermo  | Cardinals Palermo | 17                |                   | 24               | Hogs Reggio Emilia | 13 |  |            |            |  |  |                  |                  |
|  | Cardinals Palermo  |                   | 17                |                   |                  | Hogs Reggio Emilia | 13 |  |            |            |  |  |                  |                  |
|  |                    |                   |                   | Grizzlies Roma    | 16               |                    |    |  |            |            |  |  |                  |                  |
|  | Grizzlies Roma     | 30                |                   | Grizzlies Roma    | 16               |                    |    |  |            |            |  |  |                  |                  |
|  | Grizzlies Roma     | 30                | Mastini Verona    | 10                |                  |                    |    |  |            |            |  |  |                  |                  |
|  |                    | Angels Pesaro     | Mastini Verona    | 10                | 17               |                    |    |  |            |            |  |  |                  |                  |
|  | Angels Pesaro      | Angels Pesaro     | 19                |                   | 17               | Grizzlies Roma     | 21 |  |            |            |  |  |                  |                  |
|  | Angels Pesaro      |                   | 19                |                   |                  | Grizzlies Roma     | 21 |  |            |            |  |  |                  |                  |
|  |                    |                   |                   | Elephants Catania | 14               |                    |    |  |            |            |  |  |                  |                  |
|  | Blacks Rivoli      | 7                 |                   | Elephants Catania | 14               |                    |    |  |            |            |  |  |                  |                  |
|  | Blacks Rivoli      | 7                 | Barbari Roma Nord | 27                |                  |                    |    |  |            |            |  |  |                  |                  |
|  |                    | Barbari Roma Nord | Barbari Roma Nord | 27                | 0                |                    |    |  |            |            |  |  |                  |                  |
|  | Muli Trieste       | Barbari Roma Nord | 13                |                   | 0                | Blacks Rivoli      | 21 |  |            |            |  |  |                  |                  |
|  | Muli Trieste       |                   | 13                |                   |                  | Blacks Rivoli      | 21 |  |            |            |  |  |                  |                  |
|  |                    |                   |                   | Elephants Catania | 41               |                    |    |  |            |            |  |  |                  |                  |
|  | Elephants Catania  | 26                |                   | Elephants Catania | 41               |                    |    |  |            |            |  |  |                  |                  |
|  | Elephants Catania  | 26                | Draghi Udine      | 0                 |                  |                    |    |  |            |            |  |  |                  |                  |
|  |                    | Saints Padova     | Draghi Udine      | 0                 | 14               |                    |    |  |            |            |  |  |                  |                  |
|  | Saints Padova      | Saints Padova     | 18                |                   | 14               |                    |    |  |            |            |  |  |                  |                  |
|  | Saints Padova      |                   | 18                |                   |                  |                    |    |  |            |            |  |  |                  |                  |

### Semifinali
| Scandiano 28 giugno 2014, ore 20:30 CEST | Hogs Reggio Emilia | 13 – 16 | Grizzlies Roma | Stadio Andrea Torelli |

| Grugliasco 28 giugno 2014, ore 21:00 CEST | Blacks Rivoli | 21 – 41 | Elephants Catania | Campo CUS Torino |

### VII Italian Bowl
| Mirano 12 luglio 2014, ore 20:40 CEST | Elephants Catania | 14 – 21 (0-7 6-7 8-0 0-7)                                                                                         | Grizzlies Roma | C.S. Comunale |
| \| \| \| \| \| Gulisano Q2 (TD) 39yd pass from Conticello Strano Q3 (TD) 10yd pass from Conticello Barbagallo Q3 (tpc) action \| Marcatori \| Bruni Q1 (TD) 5yd run Bianco Q1 (pat) Bruni Q2 (TD) 1yd run Bianco Q2 (pat) Bruni Q4 (TD) 2yd run Bianco Q4 (pat) \| |                   | |                |               |
| |                   | |                |               |
| Gulisano Q2 (TD) 39yd pass from Conticello Strano Q3 (TD) 10yd pass from Conticello Barbagallo Q3 (tpc) action | Marcatori         | Bruni Q1 (TD) 5yd run Bianco Q1 (pat) Bruni Q2 (TD) 1yd run Bianco Q2 (pat) Bruni Q4 (TD) 2yd run Bianco Q4 (pat) |                |               |

## VII Italian Bowl LENAF
Il VII Italian Bowl si è disputato il 12 luglio 2014 al Campo sportivo di via Matteotti di Mirano. L'incontro è stato vinto dai Grizzlies Roma sugli Elephants Catania con il risultato di 21 a 14.

## Verdetti
- Grizzlies Roma vincitori dell'Italian Bowl VII.